# 1165 Imprinetta
Imprinetta (asteróide 1165) é um asteróide da cintura principal com um diâmetro de 48,82 quilómetros, a 2,4536561 UA. Possui uma excentricidade de 0,2141352 e um período orbital de 2 015,08 dias (5,52 anos).
Imprinetta tem uma velocidade orbital média de 16,85620595 km/s e uma inclinação de 12,81289º.
Esse asteróide foi descoberto em 24 de Abril de 1930 por Hendrik van Gent.